# هارون تسیخانوور
هارون تسیخانوور (Aaron Ciechanover، عبری: אהרון צ'חנובר) زیست‌شناس اسرائیلی و برنده جایزه نوبل شیمی در سال ۲۰۰۴ میلادی است. او همچنین در سال ۲۰۰۰ میلادی، موفق به دریافت جایزه لاسکر برای علوم پایهٔ پزشکی شد.
خانوادهٔ او در اصل اهل شهر تسیخانوو لهستان بودند و پس از جنگ جهانی دوم به اسرائیل آمدند. هارون سیشانوور، متولد شهر حیفا در اسرائیل است، مدرک کارشناسی ارشد و دکترای عمومی پزشکی را در سال‌های ۱۹۷۱ و ۱۹۷۴ از دانشگاه عبری اورشلیم دریافت کرد و در سال ۱۹۸۲ از دانشگاه تخنیون دکترای تخصصی (PhD) گرفت. وی در سال ۲۰۰۴، به همراه افرام هرشکو و اروین روز، جایزه نوبل شیمی را دریافت کرد. او اکنون استاد بخش بیوشیمی در تخنیون است.